# Кишдатль
Кишдатль — село в Тляратинском районе Дагестана. Входит в состав сельского поселения сельсовет Хиндахский.

## География
Расположено в 22 км к северу от районного центра — села Тлярата, на левобережном склоне долины реки Чарах.

## Население
| 1869 | 1888 | 1895 | 1926 | 1939 | 1970 | 1989 |
| ---- | ---- | ---- | ---- | ---- | ---- | ---- |
| 75   | ↗79  | ↗86  | ↘49  | ↗66  | ↘22  | ↗80  |
| 2002 | 2010 | 2021 |      |      |      |      |
| ↘15  | ↗21  | ↗33  |      |      |      |      |